# Версаче
Gianni Versace S.p.A., често срещана просто като Versace, е италианска модна компания и марка, създадена от Джани Версаче през 1978 г.

## История
Първият бутик на Versace е отворен в Милано през 1978 г. През 1994 г. марката става известна из целия свят благодарение на черната рокля, която Елизабет Хърли носи на филмова премиера през същата година.
След смъртта на Джани Версаче през 1997 г. сестра му Донатела Версаче, вицепрезидент на компанията, се превръща в креативен директор, а по-големият му брат, Санто Версаче, става главен изпълнителен директор. Дъщерята на Донатела, Алегра Версаче, притежава 50% от компанията, с която започва да се занимава след като навършва пълнолетие.
През 2000 г. зелената рокля на Дженифър Лопес на 42-рите ежегодни награди Grammy привлича вниманието на медиите. Роклята е петата най-впечатляваща рокля на всички времена, според гласуване на Daily Telegraph през 2008 г.
Компанията е „на минус“ през първите години на 21 век. Фабио Масимо Качатори е назначен за главен изпълнителен директор, за да върне Versace на върха. Фабио напуска през 2003 г. поради неразбирателства със семейство Версаче.
През 2014 г. The Blackstone Group купува 20% от Versace за 210 млн. евро.
Към 2013 г. Versace притежава над 80 бутика из целия свят, като първият извън Италия е открит в Глазгоу, Шотландия през 1991 г.

## Palazzo Versace
През 1997 г. Versace започва работа по луксозен хотел, който отваря врати на 15 септември 2000 г. в Голд Коуст, Куинсленд, Австралия. През 2012 г. китайска фирма купува хотела. Два други хотела се строят в Дубай и Макао.

## Лейди Гага
По време на своята ранна кариера Лейди Гага често е забелязвана с дрехи и аксесоари на компанията. През 2011 г. Донатела Версаче отваря архивите за Лейди Гага, която избира гардероба си за видеото към песента „The Edge Of Glory“. Лейди Гага е лице на колекцията пролет/лято 2014 г. Неведнъж Донатела признава, че когато Гага решава да започне да носи дрехи от винтидж колекции на Версаче, компанията е била затънала в дългове, но след като певицата представя модния бранд на младата аудитория, ситуацията става по-стабилна.
- Зелената рокля на Дженифър Лопес
- Palazzo Versace в Голд Коуст